# G.A.L. Thorsen
 Der er for få eller ingen kildehenvisninger i denne artikel, hvilket er et problem. Du kan hjælpe ved at angive troværdige kilder til de påstande, som fremføres i artiklen.

Georg Arthur Lawsha Thorsen (født 7. marts 1916 i København (Rigshospitalet), død 16. februar 1992) var en dansk opfinder, entreprenør og rigmand. Han blev desuden far til Kurt Thorsen.
Han var søn af oldfrue Kristine Thorsen (1881-1951) fra Blågårdsgade 40A og den amerikanske civilingeniør George Arthur Lawsha (1874-1952), der havde været i Danmark for at bygge rutsjebanen i Tivoli, men rejste hjem til USA få dage efter sønnens fødsel. Moderen blev få år senere gift med Anders Kristian Jensen (født 1880), på hvis husmandssted i Enslev Sogn, ca. 20 kilometer nord for Randers, G.A.L. Thorsen voksede op. Han blev konfirmeret i Gerlev i 1930.
G.A.L Thorsen var en stor del af sit liv en rig mand, men startede som hotelkarl på Hotel Randers. Han gik i træsko hele livet, også når han kørte i Cadillac.
G.A.L. Thorsen havde under 2. verdenskrig startet handelsselskabet Nordjysk Handelscompagni i Frederikshavn. I forbindelse med dette selskab blev han efter besættelsen dømt for værnemageri og en stor del af hans formue blev efter krigen konfiskeret, mens han selv sad i fængsel frem til udgangen af 1945.
På G.A.L. Thorsens fabrikker udviklede man efter krigen en måde hvorpå, man ud af en stor stålplade kunne presse en vask – et princip, der straks gik sin sejrsgang over det meste af verden og på ganske kort tid gjorde G.A.L. Thorsen hovedrig. Han tjente også millioner på radiatorer, stegepander og jordspekulation.  På toppen af succesen ejede han 63 gårde og 8.800 hektarer byggejord, men gik i 1982 konkurs.
G.A.L Thorsen byggede i 1977 flere hundrede 2-etages rækkehuse på Pilegårdsvej i Kolt ved 8361 Hasselager syd for Aarhus.
G.A.L Thorsen er begravet ved Risskov Kirke.